# مارك بوسويل
مارك بوسويل هو واثب عالي كندي، ولد في 28 يوليو 1977 في ماندفيل ‏ في جامايكا.

## وصلات خارجية
- مارك بوسويل على موقع الاتحاد الدولي لألعاب القوى (الإنجليزية)
- مارك بوسويل على موقع اللجنة الأولمبية الدولية (الإنجليزية)
- مارك بوسويل على موقع أوليمبيديا (الإنجليزية)
- مارك بوسويل على موقع اللجنة الأولمبية الكندية (الإنجليزية)